# Бецаній-Марі
Бецаній-Марі (рум. Bățanii Mari) — село у повіті Ковасна в Румунії. Адміністративний центр комуни Бецань.
Село розташоване на відстані 186 км на північ від Бухареста, 25 км на північ від Сфинту-Георге, 48 км на північ від Брашова.

## Населення
За даними перепису населення 2002 року у селі проживали 1936 осіб.
Національний склад населення села:
| Національність | Кількість осіб | Відсоток |
| -------------- | -------------- | -------- |
| угорці         | 1850           | 95,6%    |
| румуни         | 67             | 3,5%     |
| цигани         | 19             | 1,0%     |

Рідною мовою назвали:
| Мова      | Кількість осіб | Відсоток |
| --------- | -------------- | -------- |
| угорська  | 1903           | 98,3%    |
| румунська | 32             | 1,7%     |